# Спек, Ричард
Ри́чард Фра́нклин Спек (англ. Richard Franklin Speck; 6 декабря 1941 — 5 декабря 1991) — американский массовый убийца, убивший восьмерых медсестёр в Чикагском общежитии и приговорённый за это к смертной казни, заменённой на пожизненное лишение свободы. Умер в тюрьме после 25 лет заключения.

## Биография

### Монмут 1941—1950
Ричард Спек родился 6 декабря 1941 года в небольшом посёлке Керквуд, что в шести милях от города Монмут в западной части штата Иллинойс, США. В семье Бенджамина Франклина Спека и Маргарет Мэри Карбо. Он был седьмым из восьми детей в семье. Вскоре после рождения в 1943 году его младшей сестры Кэролин семья перебралась в Монмут, где его отец устроился на работу упаковщиком товара на одном из коммерческих предприятий. У Спека были очень близкие отношения с отцом, однако тот умер в начале 1947 года от сердечного приступа в возрасте 53 лет.
В 1949 году его мать повстречала страхового агента из Техаса, Карла Августа Рудольфа Линдберга, который был полной противоположностью отца Спека. Он был ленивым, страдал сильным пристрастием к алкоголю и был несколько раз задержан полицией за вождение в нетрезвом виде. Тем не менее 10 мая 1950 года они поженились в городе Пало-Пинто, штат Техас, США. В это время Спек и его младшая сестра жили у старшей сестры Сары Торонтон, которая к тому времени уже была замужем. Когда Ричард закончил 2-й класс, мать забрала его, и они перебрались в городок Санто, расположенный в сорока милях от Форт-Уэрта в Техасе, где Спек пошёл в третий класс. Через год они перебрались в Даллас, штат Техас, США.

### Даллас 1951—1966
В Далласе семья Спека жила в одном из беднейших и неблагополучнейших районов города. Спек ненавидел своего отчима за то, что тот мог не приходить домой по нескольку дней, почти всё время пил, избивал и оскорблял Ричарда, а также подвергал его моральному давлению. С четвёртого по восьмой класс он проучился в государственной школе Далласа, где ему нужны были очки для чтения, но он отказывался их носить. В 1952 году в автомобильной аварии погиб старший брат Ричарда — 23-летний Роберт Спек.
Осенью 1957 года 15-летний Ричард Спек поступил в «Crozier Technical High School», однако бросил её в январе 1958 года отчасти из-за проблем с оценками и алкоголем. В конце 1954 года в возрасте 13 лет Ричард Спек начал употреблять алкоголь. В конце 1956 года в возрасте 15 лет он начал напиваться почти каждый день. В 1955 году он впервые был задержан полицейскими. В течение последующих 8 лет он ещё несколько раз подвергался арестам за различные мелкие преступления, совершенные в основном в состоянии алкогольного опьянения.
Ричард Спек работал разнорабочим на предприятии по розливу пива «7-Up bottling company» с 24 августа 1960 по 19 июля 1963 года. В октябре 1961 года 19-летний Ричард Спек познакомился с 15-летней Ширли Аннет Малоун. Спустя три недели, в ноябре 1961 года, она забеременела, а 19 января 1962 года они поженились и сначала поселились в доме сестры Ричарда Кэролин и её мужа. Мать Спека также поселилась с ними, так как к этому времени разошлась с Линдбергом, который переехал в Калифорнию. После заключения брака Спек перестал использовать имя Ричард Бенджамин Линдберг и вернулся к имени, полученному при рождении, — Ричард Бенждамин Спек. 5 июля 1962 года Ширли родила дочь — Робби Линн Спек. В это время Ричард отбывал трёхнедельное заключение в местной тюрьме за пьяный дебош и драку в местном баре. В конце июля 1963 года Ричард Спек был вновь арестован за подделку чека на 44$, кражу трёх банок пива и пачки сигарет из местного продуктового магазина. 16 сентября 1963 года он был приговорён судом к трём годам тюрьмы, но, отсидев полтора года, был условно-досрочно освобождён 2 января 1965 года из «Huntsville Unit Prison».
Через неделю, 9 января 1965 года, около 2:20 ночи вооружённый ножом Ричард Спек напал на женщину на парковке у её дома. Она закричала, и преступник скрылся, однако спустя несколько часов он был задержан полицейскими в нескольких кварталах от места происшествия. Его обвинили в нападении при отягчающих обстоятельствах и приговорили к 16 месяцам заключения, вернув в тюрьму «Huntsville Unit Prison». Однако из-за ошибки в документах Спек был выпущен уже 2 июля 1965 года, по окончании своего срока за нарушение условно-досрочного освобождения.
С июля по октябрь 1965 года Спек работал водителем грузового автомобиля для «Patterson Meat Company». Он попадал в аварии на рабочем грузовике по крайней мере 6 раз за время работы, однако причиной его увольнения стали пьянство и прогулы. В декабре 1965 года Ширли Аннет Малоун подала на развод, и по рекомендации своей матери Спек ушёл жить к знакомой 29-летней женщине, которой нужен был присмотр за её тремя детьми, пока она была на работе. Во второй половине января 1966 суд принял решение развести Ширли и Ричарда.
В конце того же месяца Спек был вновь арестован за то, что в пьяной драке ранил соперника ножом. Ему были предъявлены обвинения в нападении при отягчающих обстоятельствах, однако нанятый матерью Спека адвокат смог убедить судью смягчить обвинение до обычного нарушения общественного порядка, и Спеку удалось отделаться лишь 10$ штрафа и 3 днями заключения. 5 марта 1966 года Ричард приобрёл подержанный автомобиль, вечером 6 марта он украл 70 блоков сигарет из местного магазина, а затем распродал их из багажника автомобиля на парковке того же магазина. Полиция отследила брошенную Спеком машину и 8 марта выпустила ордер на его арест. В случае поимки это был бы уже 42-й арест Спека, за которым непременно последовало бы тюремное заключение. 9 марта 1966 года сестра Спека Кэролин отвезла его на автобусную станцию Далласа, откуда где он сел на автобус в Чикаго.

### Монмут март — апрель 1966
Первые несколько дней Ричард жил у своей старшей сестры Марты Торонтон вместе с её семьёй в Чикаго. Затем вернулся в город своего детства — Монмут. Первое время он жил с друзьями детства, однако вскоре его брат Говард, работавший плотником в Монмуте, помог ему устроиться на работу — шлифовальщиком гипсокартона. 16 марта 1966 он узнал, что его бывшая жена вновь вышла замуж через два дня после развода с ним. Это очень разозлило Ричарда, и он 9 дней провёл в запое в местном баре до 25 марта. В 30-х числах марта Спек ограбил в туалете местного бара одного из посетителей, угрожая ему ножом .
3 апреля 1966 года Спек проник в дом 65-летней жительницы Монмута Виргил Харрис, связал и изнасиловал её, а затем украл 2,5$ и скрылся. 15 апреля 1966 Спек был допрошен полицейскими по поводу убийства 32-летней барменши Мэри Кэтрин Пирс, которую в последний раз видели 9 апреля 1966 года в 12:20 ночи, когда она выходила из бара вместе со Спеком. О её пропаже заявили 13 апреля, а тело нашли в пустом здании свинарника за баром. Она умерла от удара в живот, который привел к разрыву печени. Спек часто бывал в этом баре и в предыдущем месяце помогал строить здание свинарника, поэтому полиция кратко допросила его и попросила оставаться в городе на случай дальнейших допросов, однако он скрылся из города 19 апреля 1966. При досмотре комнаты в отеле, где он жил, полиция нашла радиоприемник и бижутерию, пропавшие из дома 65-летней Виргил Харрис, а также вещи, пропавшие в результате двух других местных ограблений за предыдущий месяц.

### Чикаго апрель — июнь 1966
19 апреля 1966 года Ричард Спек вернулся на квартиру к своей сестре. Она жила в северо-восточной части Чикаго на квартире с мужем Генри железнодорожником по профессии и двумя дочерьми-подростками. Сара Торон была медсестрой. Спек рассказал им историю, что якобы ему пришлось бежать из Монмута, потому что он отказался продавать наркотики по приказу местной мафии. 25 апреля 1966 его взяли учеником моряка на флот при этом потребовали фотографию, справку от врача и отпечатки пальцев. Сразу после получения доверенности и разрешения на работу он присоединился к экипажу грузового судна «Clarence B. Randall» из 33 человек.
30 апреля 1966 он пошёл в своё первое плавание по озеру Мичиган. 3 мая 1966 Спек был эвакуирован береговой охраной США в госпиталь Святого Иосифа в Хэнкоке, штат Мичиган, где ему был удалён аппендикс. 20 мая 1966 он был выписан из больницы и вернулся на корабль. 14 июня 1966 года в состоянии алкогольного опьянения устроил драку с одним из офицеров на корабле, и был высажен 15 июня на острове Святого Эльма. Там он сел на поезд и приехал в Хэнхок штат Мичиган, где некоторое время жил у 28-летней медсестры Джуди Лаканеми с которой познакомился в госпитале Святого Иосифа. 27 июня она дала ему 80$ на первое время до нахождения работы, после чего он вернулся в дом сестры в Чикаго. 30 июня 1966 его вновь попытался устроить на работу Генри.

### Чикаго июль 1966
В пятницу 8 июля 1966 года Ричард Спек благодаря своему удостоверению моряка устроился на работу и стал ожидать назначения на судно. Он почти весь день проторчал в баре, а затем вернулся к сестре на квартиру. В понедельник 11 июля 1966 муж сестры уставший от постоянного пьянства и нахождения Ричарда Спека в его семье, выгнал Ричарда из дома и тому пришлось ночевать в ночлежке для бездомных в районе Восточного парка в Сант-дибринг, Чикаго. Во вторник 12 июля 1966 он наконец получил назначение на танкер «SS Sinclair Oil» на озере Синклер в штате Индиана. Через 30 минут он на автомобиле прибыл на место, однако оказалось, что его место на танкере уже занято и Спек вновь остался без работы.
Он вернулся в Чикаго, но у него не хватало денег на ночлежку и ему пришлось ночевать в недостроенном доме. Почти весь день 13 июля 1966 он провёл в местном баре, при этом он угрожал ножом 53-летней Элле Мей Хупер, которую он силой заставил привести его к себе домой, а затем связал и изнасиловал. Уходя, он похитил из её комнаты револьвер 22 калибра и 25$ и вернулся назад в бар для продолжения питья. Около 22:20 он покинул бар в состоянии сильного опьянения одетый во все чёрное, вооружённый двумя ножами и револьвером и направился в сторону Чикагского женского медсестринского общежития.

## Преступление
В 23:00 13 июля 1966 года 24-летний Ричард Спек ворвался в общежитие и, угрожая ножом и револьвером, связал девятерых медсестёр, находившихся там. После этого на протяжении нескольких часов он стал выводить девушек по одной в другие комнаты, где насиловал и убивал их. С последней жертвой Глорией Деви он практиковал некрофилию, сначала убив, а лишь потом изнасиловав её. Единственная выжившая медсестра Кора Амурао закатилась под кровать, чем спасла свою жизнь. Она оставалась под кроватью до 6 утра, пока Спек, прихватив кое-какие ценные вещи и деньги, не ушёл. После чего она выбралась из общежития через окно в своей комнате и начала кричать «Они все мертвы! Все мои друзья убиты!». В результате резни погибли Глория Дэви, Патриция Mатушек, Нина Джо Шмале, Памела Уайлкенинг, Сюзанна Ферис, Мэри Энн Джордан, Мерелита Гаргуло и Валентина Песион.

## Расследование и арест
Сразу после прибытия полиции на место Кора Амурао была увезена в больницу в состоянии сильного шока и с несколькими ножевыми ранениями. Оперативную группу по розыску преступника возглавил лейтенант управления Чикагской полиции Эмиль Гизе, он сравнил оставленные на месте преступления отпечатки пальцев с предоставленным ФБР досье и получил совпадение. Полиция вышла на след подозреваемого 15 июля 1966. Спек, пьющий недалеко от места преступления, был замечен бродягой Клодом Лунсфордом. В это время полиция составила по его описанию фоторобот Ричарда Спека и разослала его во все газеты. 16 июля 1966 около 20:30 Лунсфорд позвонил в полицию и сказал, что подозреваемый замечен входящим в отель «Старр», однако полиция не обратила никакого внимания на звонок бродяги.
В номере отеля Спек в ночь на 17 июля 1966 года попытался покончить с собой, вскрыв себе вены, однако он был доставлен в больницу графства Кук в 0:30 ночи 17 июля. В больнице Спека опознал 25-летний доктор Лерой Смит, читавший незадолго до этого заметку о преступлении Спека в газете. Прибывшая полиция арестовала Ричарда Спека, при этом не имея сомнений, что именно он совершил массовое убийство.

## Вменяемость
Для того, чтобы выяснить, был ли вменяем Спек при совершении преступления, была создана специальная комиссия из трёх врачей, однако этого не было достаточно, и к ним присоединились ещё несколько, и в итоге общая комиссия состояла из 5 психиатров и одного хирурга. Пока они разбирали психику Спека, тот в это время проходил курс психотерапии по два раза в неделю в тюрьме округа Кук у тюремного психиатра доктора Марвина Зипрона. В своём отчёте о состоянии Ричарда Спека тот писал, что преступник чувствует вину и раскаяние в своих действиях, а также страдает клинической депрессией. Наряду с сильной ненавистью к женщинам у него присутствует такая же сильная любовь к матери и сёстрам.
Также у Спека вследствие раннего начала употребления алкоголя имелись некоторые органические поражения головного мозга, которые отразились на психике Ричарда. В итоге психологическая экспертиза, длившаяся с 29 июля 1966 по 13 февраля 1967, завершилась, и в своём докладе комиссия признала его полностью вменяемым на момент совершения преступления. Сам доктор Зипрон был отстранён от дачи показаний на суде по причине того, что писал книгу о Спеке с целью получения финансовой выгоды. За это он также был уволен с работы. Однако книга была опубликована летом 1967 года с согласия Спека.

## Суд
Суд начался 3 апреля 1967 года. 25-летнему Ричарду Франклину Спеку предъявили обвинения в 8 умышленных убийствах, изнасилованиях, покушении на убийство, повлёкшем за собой телесные повреждения, грабеже и незаконном ношении оружия (имелся в виду револьвер, украденный из дома Эллы Мей Хупер). Суд также не учёл преступления, совершенные Спеком в марте и апреле 1966 года. На суде Спек заявил, что совершал все свои преступления под воздействием наркотиков и алкоголя и не отвечал за свои действия. Также он заявил, что не собирался убивать девушек в общежитии, а первоначально лишь хотел ограбить их. Единственная выжившая жертва опознала Ричарда Спека на суде.
Лейтенант Эмиль Гизе выступил с заявлением о совпадении отпечатков пальцев Спека с отпечатками пальцев, найденными на месте преступления. 15 апреля 1967 года после 50-минутного совещания суд признал Ричарда Франклина Спека вменяемым и виновным по всем пунктам обвинения и приговорил к смертной казни на электрическом стуле. Спек подал апелляцию, однако 5 июня 1967 года приговор был оставлен без изменений. Спек тут же подал последнюю возможную апелляцию в верховный суд Штата Иллинойс, который 22 ноября 1968 года также приговорил Ричарда Спека к смертной казни на электрическом стуле.

### Замена смертной казни пожизненным заключением
28 июня 1971 года Федеральный суд США принял решение направить дело Ричарда Спека на пересмотр. Причиной этому стало обвинение со стороны штата Джорджия о неконституционности смертной казни в США. 29 июня 1972 года верховный суд штата Иллинойс начал пересмотр дела Ричарда Спека. 21 ноября 1972 года в городе Пеория, судья Ричард Фитцджеральд повторно приговорил 30-летнего Ричарда Франклина Спека к 8 пожизненным срокам по 150 лет, или 1200 годам тюрьмы с правом на условно-досрочное освобождение через 10 лет с момента начала срока, вместо смертной казни.
Начиная с 15 сентября 1976 года Ричард Спек семь раз подавал прошения о помиловании и условно-досрочном освобождении в 1976, 1977, 1978, 1981, 1984, 1987, 1990 годах.

## Жизнь и смерть в тюрьме
После замены смертной казни пожизненным заключением Ричард Спек был переведён из камеры смертников в общую зону тюрьмы первого уровня «Stateville Correctional Center» в городе Крест Хилл, Иллинойс, США. В тюрьме он держал двух голубей, которые прилетали к нему и которых он кормил. В тюрьме немного общался с другими заключёнными и прославил себя больше как одиночка. Он никогда не был образцовым заключённым. Несколько раз его ловили за употребление и распространение наркотиков, а также за самогоноварение. Однако он никогда не боялся дисциплинарных взысканий и всегда говорил: «Вы не можете сделать мне хуже, я и так приговорён к 1200 годам тюрьмы» Также в тюрьме он хранил коллекцию марок и аудиокассет. По отбытии 10 лет начальник тюрьмы разрешил ему хранить в камере радио. Спек также проявлял активность на тюремных работах. Чаще всего его посылали красить стены, либо вычищать от мусора склады. Также ему разрешалось читать газеты.
Так в 1978 году после того, как его посетил журналист Боб Грин. Позже сам Спек читал колонку своего интервью в «Chicago Tribune». Это было первое интервью, где Ричард Спек публично признался в убийстве, а также заявил, что планирует получить условно-досрочное освобождение до 2000 года. И заявил, что после освобождения планирует заняться бизнесом и открыть свой собственный магазин. Когда Гринн спросил, не пытался ли Спек сравнивать себя с другими знаменитыми преступниками, например Джоном Диллинджером, Ричард заявил: «Я не такой как они, я единоличный».
Также он говорил, что раскаивается в своём преступлении и сказал, что если бы он мог вернуть тот день, то он бы просто ограбил их и никого не убивал и не насиловал. Когда один из заключённых спросил его, почему тот убил студенток, Спек в шутку ответил: «Это был просто не их день». Также в 1988 году появились слухи о том, что Спек оказывал оральные услуги другим заключённым за дозу кокаина или героина.
Ричард Франклин Спек умер в 6:05 утра 5 декабря 1991 года в тюремной больнице «Silver Cross Hospital», куда был доставлен с жалобами на боли в груди, от сердечного приступа, за день до своего 50-летия. Сёстры и братья Ричарда Спека отказались от его тела, так как боялись осквернения его могилы. В итоге его тело было кремировано в присутствии тюремного священника, начальника тюрьмы и нескольких охранников, и прах был развеян в неизвестном месте. По описанию тюремного священника, они всего лишь прочитали несколько молитв, а затем развеяли прах Спека.

## В культуре
- На основе истории Спека в 1967 году вышел японский «розовый фильм» режиссёра Кодзи Вакамацу «Ангелы и насилие».[14]
- В 1976 году вышел фильм режиссёра Дэнни Эру «Рождённый для Ада», представлявший собой довольно точное воссоздание преступления Спека, однако, в соответствии с антивоенным посылом создателей, действие было перенесено в Северную Ирландию времен Смуты, а главный антигерой, выведенный под именем Кейна Адамсона, являлся ветераном Вьетнама, страдающим от посттравматического стрессового расстройства, чем отчасти и объяснялись его действия (настоящий Спек никогда на действительной военной службе не состоял).
- Немецкий художник Герхард Рихтер в 1966 году написал серию картин, посвящённую резне в чикагском общежитии.[14]
- В 2002 году по мотивам истории Спека вышел художественный фильм «Душегуб».
- В 2007 году вышел художественный фильм «Chicago Massacre: Richard Speck» на основе истории Спека, его роль исполнил Корин Немек.[15]
- Американская рок-группа Cheap Trick написала песню «The Ballad of T.V. Violence», в которой от первого лица поётся о мыслях Спека, вышедшую на их дебютном альбоме 1977 года Cheap Trick. Первоначальных названием было «The Ballad of Richard Speck», но оно было изменено по настоянию лейбла.
- Первый клавишник знаменитой рок — группы Marilyn Manson Питар Пандреа игравший в ней в 1989 году взял себе псевдоним За За Спек совместив имена Ричарда Спека и Жа Жа Габор.
- Японская Дум-метал группа Church of Misery записала песню «Born to Raise Hell» о Ричарде Спеке.
- Одна из серий телесериала Безумцы посвящена Ричарду Спеку.
- Американская дет-метал группа Macabre записала песни «What the Heck Richard Speck?: Eight Nurses You Wrecked» и «Richard Speck Grew Big Breasts» о преступлении Спека.
- Чикагский музыкант Уэсли Уиллис записал песню «Ричард Спек».
- В одной из серий телесериала «Американская история ужасов (Дом-убийца)» фигурировал персонаж, являвшийся серийным убийцей, чей образ основан на Ричарде Спеке.
- Одна из серий сериала Охотник за разумом посвящена Ричарду Спеку.